# Jailly-les-Moulins
Jailly-les-Moulins est une commune française située dans le département de la Côte-d'Or en région Bourgogne-Franche-Comté.

## Géographie
Village de l'Auxois situé au fond de la vallée de l'Ozerain. De chaque côté de la rivière, les collines sont recouvertes de pâturages, de petits bois et de quelques vignes. La viticulture était autrefois l'activité principale, ce qui se constate encore aujourd'hui par des parcelles de terre très petites.

### Climat
Pour des articles plus généraux, voir Climat de la Bourgogne-Franche-Comté et Climat de la Côte-d'Or.
En 2010, le climat de la commune est de type climat des marges montargnardes, selon une étude du Centre national de la recherche scientifique s'appuyant sur une série de données couvrant la période 1971-2000. En 2020, Météo-France publie une typologie des climats de la France métropolitaine dans laquelle la commune est exposée à un climat océanique altéré et est dans la région climatique  Lorraine, plateau de Langres, Morvan, caractérisée par un hiver rude (1,5 °C), des vents modérés et des brouillards fréquents en automne et hiver. 
Pour la période 1971-2000, la température annuelle moyenne est de 10 °C, avec une amplitude thermique annuelle de 16,4 °C. Le cumul annuel moyen de précipitations est de 869 mm, avec 12,8 jours de précipitations en janvier et 8,3 jours en juillet. Pour la période 1991-2020, la température moyenne annuelle observée sur la station météorologique de Météo-France la plus proche, « Saint-Martin-du-M », sur la commune de Saint-Martin-du-Mont à 14 km à vol d'oiseau, est de 9,9 °C et le cumul annuel moyen de précipitations est de 938,1 mm,. Pour l'avenir, les paramètres climatiques de la commune estimés pour 2050 selon différents scénarios d'émission de gaz à effet de serre sont consultables sur un site dédié publié par Météo-France en novembre 2022.

## Urbanisme

### Typologie
Au 1er janvier 2024, Jailly-les-Moulins est catégorisée commune rurale à habitat dispersé, selon la nouvelle grille communale de densité à 7 niveaux définie par l'Insee en 2022.
Elle est située hors unité urbaine et hors attraction des villes,.

### Occupation des sols
L'occupation des sols de la commune, telle qu'elle ressort de la base de données européenne d’occupation biophysique des sols Corine Land Cover (CLC), est marquée par l'importance des territoires agricoles (74,9 % en 2018), en augmentation par rapport à 1990 (74,1 %). La répartition détaillée en 2018 est la suivante : 
prairies (48,5 %), forêts (22 %), terres arables (19,7 %), zones agricoles hétérogènes (6,7 %), zones urbanisées (3,1 %). L'évolution de l’occupation des sols de la commune et de ses infrastructures peut être observée sur les différentes représentations cartographiques du territoire : la carte de Cassini (XVIIIe siècle), la carte d'état-major (1820-1866) et les cartes ou photos aériennes de l'IGN pour la période actuelle (1950 à aujourd'hui).

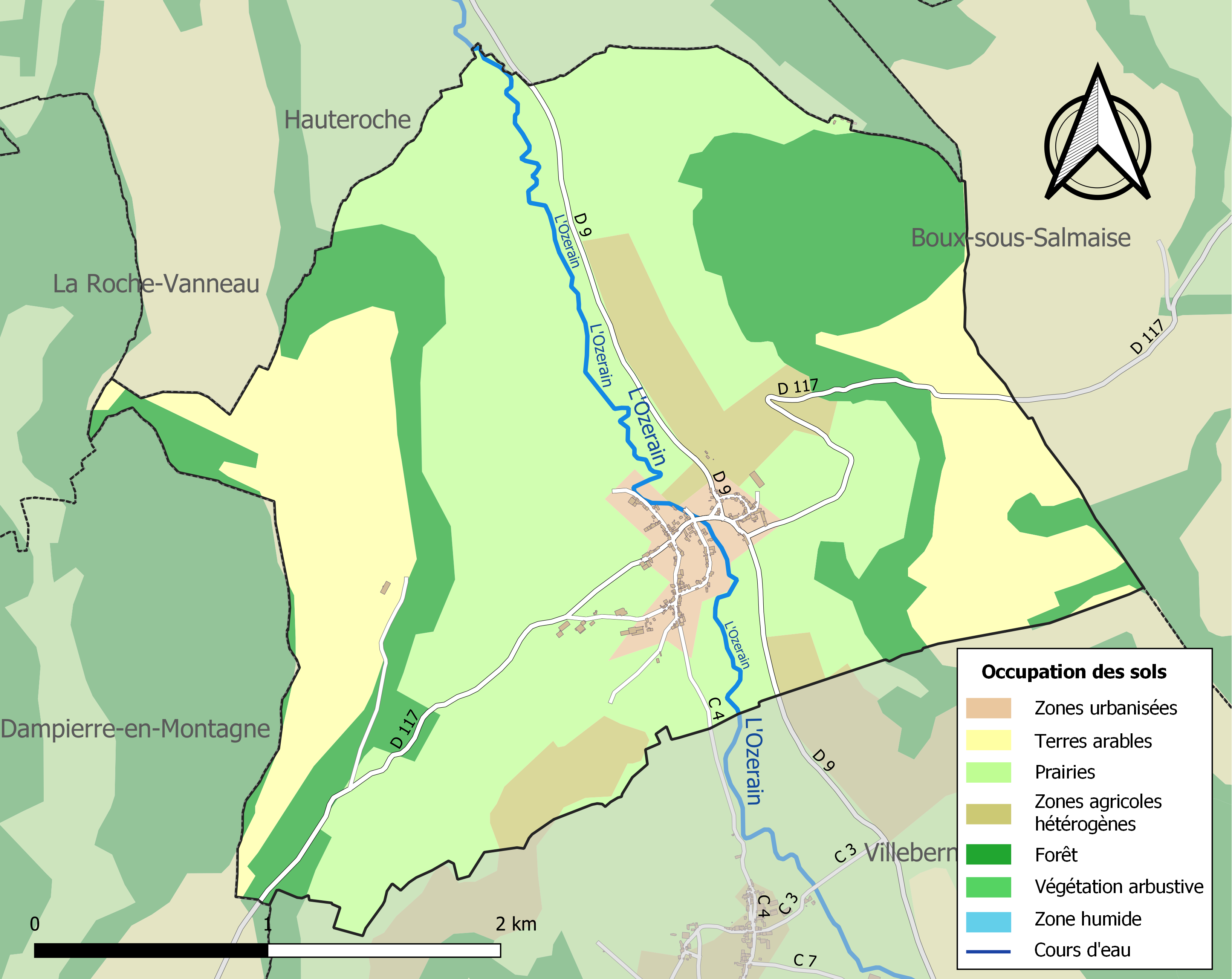
Carte des infrastructures et de l'occupation des sols de la commune en 2018 (CLC).

## Histoire
Le nom du village provient des moulins hydrauliques qui existaient naguère sur l'Ozerain. Il y en aurait eu jusqu'à huit.

## Politique et administration
| Période                                  | Période   | Identité               | Étiquette | Qualité                   |
| ---------------------------------------- | --------- | ---------------------- | --------- | ------------------------- |
|                                          | 1798      | Jean-Baptiste Gareau   |           |                           |
| 1798                                     | 1800      | Antoine Belin          |           |                           |
| 1800                                     | 1807      | Nicolas Lombard        |           |                           |
| 1807                                     | 1816      | Jean-Baptiste Thenadey |           |                           |
| 1816                                     | 1821      | M. Lallemant           |           |                           |
| 1821                                     | 1842      | M. Delaloge            |           |                           |
| 1842                                     | 1846      | Etienne Lallemant      |           |                           |
| 1846                                     | 1848      | François Huchon        |           |                           |
| 1848                                     | 1871      | Pierre Delaloge        |           |                           |
| 1871                                     | 1881      | Sébastien Popon        |           | Laboureur et propriétaire |
| 1881                                     | 1884      | Nicolas Popon          |           |                           |
| 1884                                     | 1888      | Georges Thenadey       |           |                           |
| 1888                                     |           | André Lallemant        |           |                           |
|                                          | 1908      | Louis François Huchon  |           |                           |
| 1908                                     |           | M. Belin               |           |                           |
| 1919                                     |           | M. Delaloge            |           |                           |
|                                          | mars 1989 | Jean Petitot           |           |                           |
| mars 1989                                | juin 1995 | M. Jobard              |           |                           |
| juin 1995                                | juin 2006 | Georges Menelon        |           |                           |
| septembre 2006                           | En cours  | Michel Carré           |           | Agriculteur exploitant    |
| Les données manquantes sont à compléter. |           |                        |           |                           |

## Démographie
L'évolution du nombre d'habitants est connue à travers les recensements de la population effectués dans la commune depuis 1793. Pour les communes de moins de 10 000 habitants, une enquête de recensement portant sur toute la population est réalisée tous les cinq ans, les populations de référence des années intermédiaires étant quant à elles estimées par interpolation ou extrapolation. Pour la commune, le premier recensement exhaustif entrant dans le cadre du nouveau dispositif a été réalisé en 2007.

En 2022, la commune comptait 76 habitants, en évolution de −13,64 % par rapport à 2016 (Côte-d'Or : +0,82 %, France hors Mayotte : +2,11 %).
| 1793 | 1800 | 1806 | 1821 | 1831 | 1836 | 1841 | 1846 | 1851 |
| ---- | ---- | ---- | ---- | ---- | ---- | ---- | ---- | ---- |
| 469  | 456  | 459  | 449  | 449  | 446  | 427  | 413  | 418  |

| 1856 | 1861 | 1866 | 1872 | 1876 | 1881 | 1886 | 1891 | 1896 |
| ---- | ---- | ---- | ---- | ---- | ---- | ---- | ---- | ---- |
| 380  | 362  | 370  | 370  | 382  | 343  | 319  | 292  | 292  |

| 1901 | 1906 | 1911 | 1921 | 1926 | 1931 | 1936 | 1946 | 1954 |
| ---- | ---- | ---- | ---- | ---- | ---- | ---- | ---- | ---- |
| 270  | 273  | 228  | 183  | 178  | 178  | 177  | 135  | 118  |

| 1962 | 1968 | 1975 | 1982 | 1990 | 1999 | 2006 | 2007 | 2012 |
| ---- | ---- | ---- | ---- | ---- | ---- | ---- | ---- | ---- |
| 133  | 130  | 116  | 117  | 116  | 103  | 94   | 93   | 98   |

| 2017 | 2022 | - | - | - | - | - | - | - |
| ---- | ---- | - | - | - | - | - | - | - |
| 82   | 76   | - | - | - | - | - | - | - |

## Culture locale et patrimoine

### Lieux et monuments
- Église Sainte-Reine
- Monument aux morts de la guerre 1914-1918 devant l'église.
- Monument aux morts de la guerre 1939-1945 proche de la mairie.
- Vestige d'une chapelle démantelée à l'écart du village, une seule pierre reste.
- Château de Breussailles: petit château couvert d'ardoises.
- Grange de Grissey, inscrite aux Monuments historiques[16]

### Personnalités liées à la commune
- Ina Bartelds, peintre née en 1950 à Klazienaveen aux Pays-Bas, habite dans la commune.